# Super Aguri SA07
A Super Aguri SA07 egy Formula–1-es versenyautó, melyet a Super Aguri versenyeztetett a 2007-es Formula–1 világbajnokság során. Pilótái Szató Takuma és Anthony Davidson voltak.

## Áttekintés
Az autó a Honda RA106 versenyautó átalakított változata volt, amelyet a gyári Honda csapat használt az előző évben. A Spyker csapat azonnal óvást is jelentett be ellene, mondván ez sérti a versenyszabályzatot. A szabályok azonban azt is kimondták, hogy az minősül a kasztni gyártójának, aki a szellemi tulajdonjogokat birtokolja, és mivel a Super Aguri megszerezte ezeket a jogokat, ezért szabályszerűen jártak el. A Williams és a Spyker csapatok azonban más szabályszegés miatt is óvást jelentettek be (nemcsak a Super Aguri, hanem a Red Bull csapat ellen is). Arra hivatkoztak ugyanis, hogy más csapat által, jelesül a Honda által készített alkatrészeket használnak, ami tilos. A Super Aguri állította, hogy ez nincs így, és végül a dolognak nem lett komolyabb következménye.

## A szezon
Elődjéhez képest sokkal jobban teljesített. Már a szezonnyitó ausztrál nagydíjon kényelmesen bejutottak az időmérő Q2-es szakaszába, Szató pedig a legjobb tízbe is bekerült. A versenytempó nem volt az igazi, de az egyértelmű volt, hogy a Super Aguri nem a leggyengébb csapat. Spanyolországban Szató révén megszerezték első pontjukat is egy nyolcadik helyezéssel, amit Kanadában egy hatodik helyezéssel sikerült túlszárnyalni. Azon a hétvégén Davidson is jól ment, de miután elütött egy mormotát, a harmadik helyről kényszerült kiállni. Az idény során a csapat a gyári Honda csapatát is képes volt megszorongatni.
A kasztni módosított, B változatát használták a téli teszteken, a 2008-as idényre való felkészülés során.

## Eredmények
(Táblázat értelmezése)

(Félkövér: pole-pozícióból indult; dőlt: leggyorsabb kört futott) 

| Év   | Csapat      | Motor        | Gumik | Pilóták          | 1   | 2   | 3   | 4   | 5   | 6   | 7   | 8   | 9   | 10  | 11  | 12  | 13  | 14  | 15  | 16  | 17  | Pontok | Helyezés |
| ---- | ----------- | ------------ | ----- | ---------------- | --- | --- | --- | --- | --- | --- | --- | --- | --- | --- | --- | --- | --- | --- | --- | --- | --- | ------ | -------- |
| 2007 | Super Aguri | Honda RA807E | B     |                  | AUS | MAL | BHR | ESP | MON | CAN | USA | FRA | GBR | EUR | HUN | TUR | ITA | BEL | JPN | CHN | BRA | 4      | 9.       |
| 2007 | Super Aguri | Honda RA807E | B     | Szató Takuma     | 12  | 13  | KI  | 8   | 17  | 6   | KI  | 16  | 14  | KI  | 15  | 18  | 16  | 15  | 15† | 14  | 12  | 4      | 9.       |
| 2007 | Super Aguri | Honda RA807E | B     | Anthony Davidson | 16  | 16  | 16† | 11  | 18  | 11  | 11  | KI  | KI  | 12  | KI  | 14  | 14  | 16  | KI  | KI  | 14  | 4      | 9.       |

† – nem ért célba, de rangsorolták, mert teljesítette a versenytáv 90 százalékát